# Доки ти спала (серіал)
«Доки ти спала» (кор. 당신이 잠든 사이에) — це південнокорейський серіал, що розповідає історію про дівчину Нам Хон Чу, яка має здібність уві сні бачити нещасні випадки, що трапляються з іншими людьми в майбутньому, та прокурора Чон Че Чхана, який намагається запобігти ці нещасні випадки. Серіал показувався з 27 вересня 2017 по 16 листопада 2017 щосереди та щочетверга на каналі SBS. Більша частина серій мають українські субтитри створенні командою Bambooua. У головних ролях Лі Чон Сок, Пе Сюзі, Лі Сан Йоп та Чон Хе Ін.

## Сюжет
З дитинства Нам Хон Чу бачить сни про нещасні події, що трапляться з людьми в майбутньому. Однак, як вона не намагалася їх запобігти, вони все одно збувалися. Однієї ночі їй наснився дивний сон про те, як вона обійняла невідомого їй хлопця, Чон Че Чхана. Тим часом Че Чхан зі своїм братом переїжджають до будинку, що навпроти Нам Хон Чу. Він отримує роботу в районній прокуратурі, тим самим, ставши новоспеченим прокурором. Однією ночі йому наснився дивний сон про майбутнє, де він бачить: Нам Хон Чу потрапила в аварію та впала в кому; через кілька місяців її матір було застрелено; після шести місяців Хон Чу виходить з коми, однак дізнавшись про смерть матері, вона вчиняє самогубство. Увечері наступного дня Че Чхан помічає деякі передумови здійснення його сну і вирішує поїхати на місце майбутньої аварії. Там він вдарившись в машину, зупиняє здійснення сну і цим рятує Нам Хон Чу від коми, а Хан У Тхака, поліцейського, від смерті. Опісля Хон Чу розуміє, що Че Чхан може вплинути на здійснення своїх снів і вона вирішує, що він зможе їй допомогти рятувати людей від смерті у нещасних випадках, які вона бачить у своїх снах.

## Акторський склад

### Головні ролі
- Лі Чон Сок у ролі Чо Че Чхана[5][6][7]

Чо Че Чхан переїжджає до нового будинку зі своїм братом, що навпроти Нам Хон Чу. Він був призначений прокурором до Кримінального відділу Прокуратури Ханґанноського району. Його колеги на новій роботі скептично ставляться до нього, через недосвіченість Че Чхана. Одного дня він рятує Нам Хон Чу від коми, а Хан У Тхака від смерті, завдяки пророчому сну, що приснився напередодні. Після цього, Хон Чу намагається вмовити його допомогти їй змінювати можливі нещасні випадки з людьми, які вона бачить у снах. Однак Чо Че Чхан відмовляється та намагається її уникати, аж поки це не чіпається життя свого меншого брата.
- Пе Сюзі у ролі Нам Хон Чу[5][6][7]

У дитинстві Нам Хон Чу приснився сон про нещасний випадок із рідною її людиною. Тоді вона намагалася, що змінити, але нічого не вдалося. З тих пір їй постійно сняться пророчі сни, які вона в деталях записує в записник. Скільки разів вона не пробувала щось змінити, їй так і не вдавалося запобігти нещасні випадки. До тих пір, поки не з'явився Чо Че Чхан, що зумів змінити її сон. Тепер вона разом із Чо Че Чханом намагається запобігти нещасні випадки.
- Лі Сан Йоп у ролі Лі Ю Пома[5][7]

Лі Ю Пом — це колишній прокурор, який тепер став високооплачуваним адвокатом, що захищає злочинців. У середній школі був другом (знайомим) Че Чхана, допоки Ю Пом не провертає схеми з підробкою ID картки і не виставляє винним Че Чхана. Він має добрі зв'язки з голівкою прокуратури, які він зараз використовує у свої роботі адвокатом. Зараз він є одним із професійних ворогів Чо Че Чхана.
- Чон Хе Ін у ролі Хан У Тхака[5][7]

З дитинства Хан У Тхак мріяв стати супергероєм та рятувати життя людей. З цією метою він стає поліцейським. Серед колег він є популярним, через своє добре відношення до них. Вдома У Тхак живе зі своєю собакою, Робіном. Його життя було врятоване Че Чханом і після того, він бачить пророчі сни про майбутні нещасні випадки, що трапляються з іншими людьми. Тому тепер він разом із Нам Хон Чу та Чо Че Чханом намагаються запобігти нещасні випадки з іншими людьми.

### Другорядні ролі
- Сін Че Ха у ролі Чон Син Вона[5][7]
- Хван Йон Хий у ролі Юн Мун Сона[7]
- Лі Ю Чун у ролі О Кьон Хана[7]
- О Ий Сік у ролі Пон Ту Хьона[7]

#### Працівники Кримінального відділу Прокуратури
- Ко Сон Хий у ролі Сін Хий Міна[5][7]
- Мін Сон Ук у ролі Лі Чі Квана[7]
- Пе Хе Сон у ролі Сон У Чу[7]
- Лі Кі Йон у ролі Пак Те Йона[7]
- Кім Вон Хе у ролі Чхве Там Тона[7]
- Пак Чін Чу у ролі Мун Хян Мі[7]
- Сон Сан у ролі Мін Чон Ха[7]

## Оригінальні звукові доріжки
| While You Were Sleeping, Pt. 1 (Original Television Soundtrack) | While You Were Sleeping, Pt. 1 (Original Television Soundtrack) | While You Were Sleeping, Pt. 1 (Original Television Soundtrack) | While You Were Sleeping, Pt. 1 (Original Television Soundtrack) |
| #                                                               | Назва                                                           | Виконавець                                                      | Тривалість                                                      |
| --------------------------------------------------------------- | --------------------------------------------------------------- | --------------------------------------------------------------- | --------------------------------------------------------------- |
| 1.                                                              | «긴 밤이 오면»                                                  | Eddy Kim                                                        | 3:46                                                            |
| 2.                                                              | «긴 밤이 오면 — Instrumental»                                   | Eddy Kim                                                        | 3:47                                                            |

| While You Were Sleeping, Pt. 2 (Original Television Soundtrack) | While You Were Sleeping, Pt. 2 (Original Television Soundtrack) | While You Were Sleeping, Pt. 2 (Original Television Soundtrack) | While You Were Sleeping, Pt. 2 (Original Television Soundtrack) |
| #                                                               | Назва                                                           | Виконавець                                                      | Тривалість                                                      |
| --------------------------------------------------------------- | --------------------------------------------------------------- | --------------------------------------------------------------- | --------------------------------------------------------------- |
| 1.                                                              | «It's You»                                                      | Henry                                                           | 3:51                                                            |
| 2.                                                              | «It's You — Instrumental»                                       | Henry                                                           | 3:50                                                            |

| While You Were Sleeping, Pt. 3 (Original Television Soundtrack) | While You Were Sleeping, Pt. 3 (Original Television Soundtrack) | While You Were Sleeping, Pt. 3 (Original Television Soundtrack) | While You Were Sleeping, Pt. 3 (Original Television Soundtrack) |
| #                                                               | Назва                                                           | Виконавець                                                      | Тривалість                                                      |
| --------------------------------------------------------------- | --------------------------------------------------------------- | --------------------------------------------------------------- | --------------------------------------------------------------- |
| 1.                                                              | «좋겠다»                                                        | Roy Kim                                                         | 3:37                                                            |
| 2.                                                              | «좋겠다 — Instrumental»                                         | Roy Kim                                                         | 3:37                                                            |

| While You Were Sleeping, Pt. 4 (Original Television Soundtrack) | While You Were Sleeping, Pt. 4 (Original Television Soundtrack) | While You Were Sleeping, Pt. 4 (Original Television Soundtrack) | While You Were Sleeping, Pt. 4 (Original Television Soundtrack) |
| #                                                               | Назва                                                           | Виконавець                                                      | Тривалість                                                      |
| --------------------------------------------------------------- | --------------------------------------------------------------- | --------------------------------------------------------------- | --------------------------------------------------------------- |
| 1.                                                              | «I Love You Boy»                                                | Сюзі                                                            | 4:24                                                            |
| 2.                                                              | «I Love You Boy — Instrumental»                                 | Сюзі                                                            | 4:23                                                            |

| While You Were Sleeping, Pt. 5 (Original Television Soundtrack) | While You Were Sleeping, Pt. 5 (Original Television Soundtrack) | While You Were Sleeping, Pt. 5 (Original Television Soundtrack) | While You Were Sleeping, Pt. 5 (Original Television Soundtrack) |
| #                                                               | Назва                                                           | Виконавець                                                      | Тривалість                                                      |
| --------------------------------------------------------------- | --------------------------------------------------------------- | --------------------------------------------------------------- | --------------------------------------------------------------- |
| 1.                                                              | «당신이 잠든 사이에»                                            | Се О, 브라더수                                                  | 3:21                                                            |
| 2.                                                              | «Your World»                                                    | Се О                                                            | 3:36                                                            |
| 3.                                                              | «당신이 잠든 사이에 — Instrumental»                             | Се О, 브라더수                                                  | 3:21                                                            |
| 4.                                                              | «Your World — Instrumental»                                     | Се О                                                            | 3:36                                                            |

| While You Were Sleeping, Pt. 6 (Original Television Soundtrack) | While You Were Sleeping, Pt. 6 (Original Television Soundtrack) | While You Were Sleeping, Pt. 6 (Original Television Soundtrack) | While You Were Sleeping, Pt. 6 (Original Television Soundtrack) |
| #                                                               | Назва                                                           | Виконавець                                                      | Тривалість                                                      |
| --------------------------------------------------------------- | --------------------------------------------------------------- | --------------------------------------------------------------- | --------------------------------------------------------------- |
| 1.                                                              | «Lucid Dream»                                                   | Monogram                                                        | 3:39                                                            |
| 2.                                                              | «Lucid Dream — Instrumental»                                    | Monogram                                                        | 3:39                                                            |

| While You Were Sleeping, Pt. 7 (Original Television Soundtrack) | While You Were Sleeping, Pt. 7 (Original Television Soundtrack) | While You Were Sleeping, Pt. 7 (Original Television Soundtrack) | While You Were Sleeping, Pt. 7 (Original Television Soundtrack) |
| #                                                               | Назва                                                           | Виконавець                                                      | Тривалість                                                      |
| --------------------------------------------------------------- | --------------------------------------------------------------- | --------------------------------------------------------------- | --------------------------------------------------------------- |
| 1.                                                              | «I Miss You»                                                    | Davichi                                                         | 3:21                                                            |
| 2.                                                              | «I Miss You — Instrumental»                                     | Davichi                                                         | 3:20                                                            |

| While You Were Sleeping, Pt. 8 (Original Television Soundtrack) | While You Were Sleeping, Pt. 8 (Original Television Soundtrack) | While You Were Sleeping, Pt. 8 (Original Television Soundtrack) | While You Were Sleeping, Pt. 8 (Original Television Soundtrack) |
| #                                                               | Назва                                                           | Виконавець                                                      | Тривалість                                                      |
| --------------------------------------------------------------- | --------------------------------------------------------------- | --------------------------------------------------------------- | --------------------------------------------------------------- |
| 1.                                                              | «Maze'»                                                         | Кім На Йон                                                      | 3:31                                                            |
| 2.                                                              | «Maze' — Instrumental»                                          | Кім На Йон                                                      | 3:31                                                            |

| While You Were Sleeping, Pt. 9 (Original Television Soundtrack) | While You Were Sleeping, Pt. 9 (Original Television Soundtrack) | While You Were Sleeping, Pt. 9 (Original Television Soundtrack) | While You Were Sleeping, Pt. 9 (Original Television Soundtrack) |
| #                                                               | Назва                                                           | Виконавець                                                      | Тривалість                                                      |
| --------------------------------------------------------------- | --------------------------------------------------------------- | --------------------------------------------------------------- | --------------------------------------------------------------- |
| 1.                                                              | «Come To Me»                                                    | Лі Чон Сок                                                      | 3:18                                                            |
| 2.                                                              | «Come To Me — Instrumental»                                     | Лі Чон Сок                                                      | 3:18                                                            |

| While You Were Sleeping, Pt. 10 (Original Television Soundtrack) | While You Were Sleeping, Pt. 10 (Original Television Soundtrack) | While You Were Sleeping, Pt. 10 (Original Television Soundtrack) | While You Were Sleeping, Pt. 10 (Original Television Soundtrack) |
| #                                                                | Назва                                                            | Виконавець                                                       | Тривалість                                                       |
| ---------------------------------------------------------------- | ---------------------------------------------------------------- | ---------------------------------------------------------------- | ---------------------------------------------------------------- |
| 1.                                                               | «If»                                                             | Чон Чун Іль                                                      | 3:42                                                             |
| 2.                                                               | «If — Instrumental»                                              | Чон Чун Іль                                                      | 3:42                                                             |

| While You Were Sleeping, Pt. 11 (Original Television Soundtrack) | While You Were Sleeping, Pt. 11 (Original Television Soundtrack) | While You Were Sleeping, Pt. 11 (Original Television Soundtrack) | While You Were Sleeping, Pt. 11 (Original Television Soundtrack) |
| #                                                                | Назва                                                            | Виконавець                                                       | Тривалість                                                       |
| ---------------------------------------------------------------- | ---------------------------------------------------------------- | ---------------------------------------------------------------- | ---------------------------------------------------------------- |
| 1.                                                               | «Let?Me Say»                                                     | Чан Да Бін                                                       | 3:54                                                             |
| 2.                                                               | «Let?Me Say — Instrumental»                                      | Чан Да Бін                                                       | 3:54                                                             |

| While You Were Sleeping, Pt. 12 (Original Television Soundtrack) | While You Were Sleeping, Pt. 12 (Original Television Soundtrack) | While You Were Sleeping, Pt. 12 (Original Television Soundtrack) | While You Were Sleeping, Pt. 12 (Original Television Soundtrack) |
| #                                                                | Назва                                                            | Виконавець                                                       | Тривалість                                                       |
| ---------------------------------------------------------------- | ---------------------------------------------------------------- | ---------------------------------------------------------------- | ---------------------------------------------------------------- |
| 1.                                                               | «Will You Know»                                                  | Лі Чон Сок                                                       | 3:19                                                             |
| 2.                                                               | «Will You Know — Instrumental»                                   | Лі Чон Сок                                                       | 3:19                                                             |

| While You Were Sleeping, Pt. 13 (Original Television Soundtrack) | While You Were Sleeping, Pt. 13 (Original Television Soundtrack) | While You Were Sleeping, Pt. 13 (Original Television Soundtrack) | While You Were Sleeping, Pt. 13 (Original Television Soundtrack) |
| #                                                                | Назва                                                            | Виконавець                                                       | Тривалість                                                       |
| ---------------------------------------------------------------- | ---------------------------------------------------------------- | ---------------------------------------------------------------- | ---------------------------------------------------------------- |
| 1.                                                               | «I Wanna Say To You'»                                            | Сюзі                                                             | 3:26                                                             |
| 2.                                                               | «I Wanna Say To You' — Instrumental»                             | Сюзі                                                             | 3:26                                                             |

## Рейтинги
Найнижчі рейтинги позначені синім кольором, а найвищі — червоним кольором.
| Номер #          | Дата показу       | Середня загальна кількість переглядів | Середня загальна кількість переглядів | Середня загальна кількість переглядів | Середня загальна кількість переглядів |
| Номер #          | Дата показу       | TNMS Ratings                          | TNMS Ratings                          | AGB Nielsen                           | AGB Nielsen                           |
| Номер #          | Дата показу       | Загальнонаціональні                   | Сеул                                  | Загальнонаціональні                   | Сеул                                  |
| ---------------- | ----------------- | ------------------------------------- | ------------------------------------- | ------------------------------------- | ------------------------------------- |
| 1                | 27 вересня 2017   | 8,2 %                                 | 9,1 %                                 | 7,2 %                                 | 8,1 %                                 |
| 2                | 27 вересня 2017   | 9,4 %                                 | 10,8 %                                | 9,7 %                                 | 10,7 %                                |
| 3                | 28 вересня 2017   | 8,0 %                                 | 8,7 %                                 | 8,3 %                                 | 9,8 %                                 |
| 4                | 28 вересня 2017   | 9,3 %                                 | 10,2 %                                | 9,2 %                                 | 10,9 %                                |
| 5                | 4 жовтня 2017     | 5,0 %                                 | 5,2 %                                 | 5,1 %                                 | 5,6 %                                 |
| 6                | 4 жовтня 2017     | 5,5 %                                 | 5,7 %                                 | 6,1 %                                 | 7,0 %                                 |
| 7                | 5 жовтня 2017     | 8,3 %                                 | 8,2 %                                 | 7,9 %                                 | 8,2 %                                 |
| 8                | 5 жовтня 2017     | 9,6 %                                 | 9,9 %                                 | 8,9 %                                 | 9,6 %                                 |
| 9                | 11 жовтня 2017    | 7,8 %                                 | 9,3 %                                 | 8,1 %                                 | 10,0 %                                |
| 10               | 11 жовтня 2017    | 8,9 %                                 | 10,2 %                                | 9,4 %                                 | 11,5 %                                |
| 11               | 12 жовтня 2017    | 7,5 %                                 | 7,8 %                                 | 8,9 %                                 | 10,3 %                                |
| 12               | 12 жовтня 2017    | 8,5 %                                 | 8,9 %                                 | 9,7 %                                 | 11,8 %                                |
| 13               | 18 жовтня 2017    | 7,6 %                                 | 9,5 %                                 | 8,6 %                                 | 9,5 %                                 |
| 14               | 18 жовтня 2017    | 9,1 %                                 | 11,4 %                                | 10,0 %                                | 11,3 %                                |
| 15               | 19 жовтня 2017    | 7,1 %                                 | 7,7 %                                 | 7,9 %                                 | 8,9 %                                 |
| 16               | 19 жовтня 2017    | 8,0 %                                 | 8,9 %                                 | 8,9 %                                 | 9,9 %                                 |
| 17               | 25 жовтня 2017    | 7,7 %                                 | 8,1 %                                 | 7,3 %                                 | 7,9 %                                 |
| 18               | 25 жовтня 2017    | 8,8 %                                 | 9,7 %                                 | 8,9 %                                 | 10,0 %                                |
| 19               | 26 жовтня 2017    | 6,5 %                                 | 7,0 %                                 | 8,2 %                                 | 9,6 %                                 |
| 20               | 26 жовтня 2017    | 7,4 %                                 | 8,7 %                                 | 8,9 %                                 | 10,3 %                                |
| 21               | 1 листопада 2017  | 6,5 %                                 | 7,6 %                                 | 6,9 %                                 | 7,9 %                                 |
| 22               | 1 листопада 2017  | 7,6 %                                 | 8,9 %                                 | 8,4 %                                 | 9,7 %                                 |
| 23               | 2 листопада 2017  | 7,0 %                                 | 7,1 %                                 | 7,3 %                                 | 8,3 %                                 |
| 24               | 2 листопада 2017  | 8,2 %                                 | 9,0 %                                 | 8,6 %                                 | 9,9 %                                 |
| 25               | 8 листопада 2017  | 5,7 %                                 | 7,2 %                                 | 6,8 %                                 | 8,2 %                                 |
| 26               | 8 листопада 2017  | 6,8 %                                 | 8,4 %                                 | 8,6 %                                 | 10,0 %                                |
| 27               | 9 листопада 2017  | 7,7 %                                 | 9,3 %                                 | 7,7 %                                 | 8,9 %                                 |
| 28               | 9 листопада 2017  | 8,7 %                                 | 10,1 %                                | 9,6 %                                 | 11,3 %                                |
| 29               | 15 листопада 2017 | 7,2 %                                 | 8,1 %                                 | 8,1 %                                 | 9,3 %                                 |
| 30               | 15 листопада 2017 | 8,7 %                                 | 10,0 %                                | 9,6 %                                 | 11,0 %                                |
| 31               | 16 листопада 2017 | 7,6 %                                 | 8,6 %                                 | 8,7 %                                 | 10,0 %                                |
| 32               | 16 листопада 2017 | 8,7 %                                 | 9,5 %                                 | 9,7 %                                 | 10,9 %                                |
| Середнє значення | Середнє значення  | 7,8 %                                 | 8,7 %                                 | 8,4 %                                 | 9,6 %                                 |

## Нагороди та номінації
| Рік  | Нагорода                          | Категорія                                                                                | Отримувач              | Результат |
| ---- | --------------------------------- | ---------------------------------------------------------------------------------------- | ---------------------- | --------- |
| 2017 | Премія азійський артист           | Нагорода зірка Азії                                                                      | Сюзі                   | Перемога  |
| 2017 | Премія SBS драма                  | Нагорода за високу майстерність (акторка серіалу що транслювався щосереди та щочетверга) | Сюзі                   | Перемога  |
| 2017 | Премія SBS драма                  | Нагорода за високу майстерність (актор серіалу що транслювався щосереди та щочетверга)   | Лі Чон Сок             | Перемога  |
| 2017 | Премія SBS драма                  | Нагорода за майстерність (актор серіалу що транслювався щосереди та щочетверга)          | Лі Сан Йоп             | Перемога  |
| 2017 | Премія SBS драма                  | Найкраща пара                                                                            | Сюзі та Лі Чон Сок     | Перемога  |
| 2017 | Премія SBS драма                  | Кращий актор другого плану                                                               | Кім Вон Хе             | Перемога  |
| 2017 | Премія SBS драма                  | Головний приз (Тесан)                                                                    | Пе Сюзі або Лі Чон Сок | Номінація |
| 2017 | 13-та Премія Soompi               | Breakout actor/actress                                                                   | Чон Хе Ін              | Перемога  |
| 2017 | 13-та Премія Soompi               | Breakout actor/arctress                                                                  | Пак Чін Чу             | Номінація |
| 2017 | 13-та Премія Soompi               | Кращий саундтрек                                                                         | Доки ти спала OST      | Номінація |
| 2017 | 13-та Премія Soompi               | Краща акторка другого плану                                                              | Ко Сон Хий             | Номінація |
| 2017 | 13-та Премія Soompi               | Кращий поцілунок                                                                         | Сюзі та Лі Чон Сок     | Номінація |
| 2017 | 13-та Премія Soompi               | Акторка року                                                                             | Сюзі                   | Номінація |
| 2017 | 13-та Премія Soompi               | Кращий актор другого плану                                                               | Чон Хе Ін              | Номінація |
| 2017 | 13-та Премія Soompi               | Актор року                                                                               | Лі Чон Сок             | Номінація |
| 2018 | Сеульська міжнародна премія драми | Best Korean Wave Drama (Top Excellence Award for Hallyu Dramas)                          | Доки ти спала          | Перемога  |

## Міжнародний показ
- Сингапур,  Малайзія,  Індонезія — (Sony Pictures Television) SPT's ONE одночасно з корейським показом[36][37].
- Філіппіни — GMA Network з 26 серпня 2018 року[38].